# CGT N.º 1
La CGT N.º 1 es una central sindical argentina originada en la división de la Confederación General del Trabajo (CGT) en 1942 y que existió hasta 1943, cuando la GCT №2 fue disuelta por la dictadura denominada Revolución del 43 entonces gobernante, momento en el cual la CGT №1 volvió a organizarse como central unificada, recibiendo a la mayoría de los sindicatos pertenecientes a la disuelta CGT №2.

## Historia
La división de la CGT se produjo en ocasión de tenerse que elegir una nueva conducción. El nombre de ambas fracciones deriva de la presentación de dos listas (que se denominarían №1 y №2) a la reunión del Comité Confederal Central que se reunió el 10 de marzo de 1943.
En el momento de la votación se produjo un serio conflicto porque uno de los representantes sindicales cambia su voto, causando el triunfo de la Lista №1 por un solo voto, veintitrés votos contra veintidós. Ambas listas se atribuyeron el triunfo, llevando a una división de hecho de los sindicatos en dos grupos, ambos conducidos por dirigentes socialistas (José Domenech y Francisco Pérez Leirós). El Partido Socialista hizo gestiones para que el conflicto se resolviera, pero no tuvo éxito y ambos grupos se separaron en CGT №1 (Domenech) y CGT №2 (Pérez Leirós).
Más allá de los aspectos formales, la división de la CGT se debió al enfrentamiento entre la corriente comunista y un sector del sindicalismo socialista, que profundizada su posición anticomunista.
En la CGT №1 (Domenech) se agruparon los sindicatos socialistas anticomunistas. Entre los sindicatos que pertenecieron a la CGT №1 se encontraban los poderosos sindicatos ferroviarios, la Unión Ferroviaria y La Fraternidad, sobre todo el primero, al que pertenecía Domenech.
El gobierno militar instalado a raíz del golpe de Estado del 4 de junio de 1943, conocido como Revolución del 43, ilegalizó a la CGT №2, lo que motivó el ingreso de la mayoría de sus sindicatos a la CGT №1, que así quedó reunificada de hecho.
La CGT №1 jugó un importante rol en la creación de la corriente sindical nacionalista-laborista que entre 1943-1945 dio origen al peronismo.